# Minicia teneriffensis
Minicia teneriffensis är en spindelart som beskrevs av Jörg Wunderlich 1979. Minicia teneriffensis ingår i släktet Minicia och familjen täckvävarspindlar.
Artens utbredningsområde är Kanarieöarna. Inga underarter finns listade i Catalogue of Life.